# The Food Album
The Food Album é a quinta coletânea do músico norte-americano "Weird Al" Yankovic, lançada em 1993. Possui apenas canções com temas relacionados a alimentos, como sugere o título. Um álbum semelhante, The TV Album, com canções sobre programas de televisão, foi lançado em 1995. A capa foi desenhada por Doug Lawrence.

## Informações
As paródias sobre comida que não foram lançadas porque os autores das cançôes originais não permitiram as sátiras, também não foram lançadas em The Food Album As "Snack All Night" e "Chicken Pot Pie" (mesmo não lançadas) podem ser encontradas na internet.

## Faixas
1. "Fat" - 3:38
2. "Lasagna" - 2:47
3. "Addicted to Spuds" - 3:51
4. "I Love Rocky Road" - 2:56
5. "Spam" - 3:01
6. "Eat It" - 3:21
7. "The White Stuff" - 2:44
8. "My Bologna" - 2:01
9. "Taco Grande" - 3:46
10. "Girls Just Want to Have Lunch" - 2:48
11. "Theme from Rocky XIII (The Rye or the Kaiser)" - 3:55
12. "Eat It" (versão karaoquê, faixa bônus japonesa) - 3:21